# ناحیه بوقطب
ناحیه بوقطب (به عربی: دائرة بوقطب) یک ناحیه در الجزایر است که در استان البیض واقع شده‌است.

## خصوصیات
ناحیه بوقطب ۲۳٬۲۶۹ نفر جمعیت دارد.